# Mathias Larson
Mathias Rohde Larson (* 9. März 2001 in Favrskov) ist ein dänischer Handballspieler, der auf der Position Rückraum Mitte eingesetzt wird. Ab der Saison 2025/26 spielt er für die Rhein-Neckar Löwen in der Bundesliga.

## Karriere
Mathias Larson begann seine Handballkarriere bei den dänischen Vereinen AGF Håndbold und Århus Håndbold. Bei Århus Håndbold spielte er auch seine erste Saison im Männerbereich. Da der Verein aber in dieser Saison insolvent wurde, wechselte er zur Saison 2021/22 zu GOG. Unter Trainer Nicolej Krickau und mit Mitspielern wie Simon Pytlick, Lukas Jørgensen, Mathias Gidsel wurde er in dieser Saison dänischer Meister und Pokalsieger.
Nach diesem Erfolg wechselte er in die norwegische Eliteserien zu ØIF Arendal. In der ersten Saison 2022/23 absolvierte er verletzungsbedingt insgesamt nur 13 Spiele. ØIF Arendal erreichte in der folgenden Saison 2023/24 den dritten Platz in der Hauptrunde und schied in den Play-offs im Halbfinale gegen Elverum Håndball aus. Mathias Larson war in der Hauptrunde bester Torschütze und erzielte insgesamt in der Eliteserien 252 Tore mit einem Schnitt von 8,4 Toren pro Spiel. In der Saison 2024/25 wechselte er zum norwegischen Spitzenclub Elverum Håndball, mit dem er die Hauptrunde der Eliteserien gewann. Larson war mit 143 Toren in 26 Spielen der fünftbeste Torschütze der Hauptrunde und wurde zum besten Rückraum-Mitte-Spieler der norwegischen Liga gewählt. In den Play-offs verlor Elverum das Finale gegen den Dauerrivalen Kolstad.
Zur Saison 2025/26 unterschrieb er einen Vertrag beim deutschen Bundesligisten Rhein-Neckar Löwen.